# Skulpturengarten

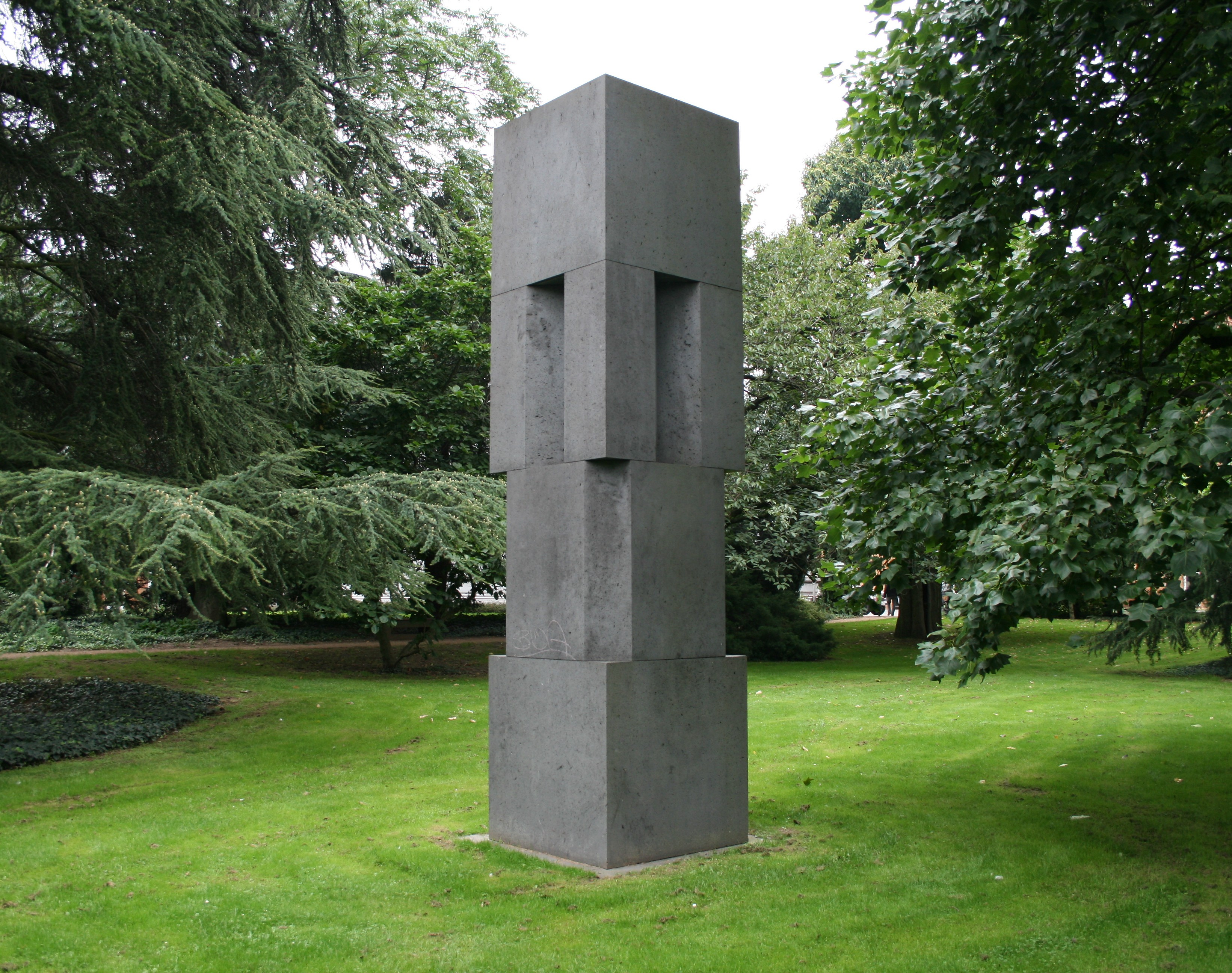
Monument von Erwin Heerich in der Viersener Skulpturensammlung

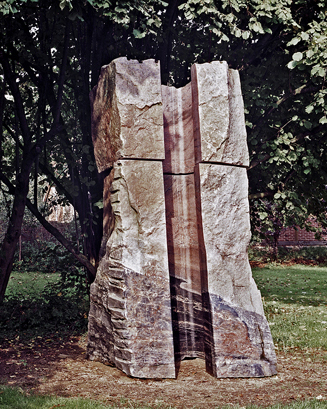
Quader mit Lichthof von Klaus Müller-Klug im Skulpturengarten Damnatz

Ein Skulpturengarten oder Skulpturenpark ist ein Stück Landschaftsarchitektur, ein Park, der in eine Gartenlandschaft eingebettet mehr oder minder voluminöse Skulpturen als Kunst-Installationen zum Erwandern und Betrachten anbietet. Im Unterschied zum Skulpturenweg (auch Kunstwanderweg genannt) werden diese meist von einer Institution betrieben, und es wird häufig Eintrittsgeld verlangt.

## Skulpturengärten in Deutschland

### Baden-Württemberg
- Der Skulpturenpark Durbach entstand bei fünf Bildhauersymposien und umfasst 73 Werke.
- Der Skulpturenpark Seckach existiert seit 1989. Auf einer gemeindeeigenen 18.000 m² großen Fläche sind ca. 80 Skulpturen zu sehen.
- Skulpturengarten der Kunsthalle Mannheim
- Skulpturenpark Heidelberg
- KUNSTdünger Rottweil ist ein Skulpturenfeld am Ortsrand von Rottweil-Hausen
- Skulpturenpark in Grafenhausen[1]
- Der Skulpturenpark Wettersbach liegt am Verbindungsweg zwischen den Karlsruher Stadtteilen Grünwettersbach und Palmbach. Er zeigt Kunstwerke der Künstler Georg Schalla, Uwe Lindau und Jürgen Goertz.

### Bayern
- Kunst am Campus, Augsburg
- Figurenfeld in Eichstätt
- Skulpturengarten Sonnenwald in Grattersdorf Landkreis Deggendorf
- Skulpturenpark Pinakothek, München
- Neues Museum Nürnberg in Nürnberg
- Skulpturengarten am Neuen Museum Nürnberg
- Max-Buchhauser-Garten in Regensburg

### Berlin
- Skulpturengarten AVK in Berlin-Schöneberg im Freigelände der Auguste-Viktoria-Klinik
- Skulpturenpark der Neuen Nationalgalerie und Skulpturen am Kulturforum
- Skulpturen gegen Krieg und Gewalt am Ort der ehemaligen Krolloper im Großen Tiergarten
- Skulpturenpark Berlin_Zentrum[2]

### Brandenburg
- Skulpturengarten Uckermark in Groß Fredenwalde
- Der „Garten-Kunst-Skulptur“ in Betzin / Fehrbellin zeigt auf ca. 4000 m² Skulpturen der Bildhauer Michael Hischer und Marina Schreiber. Es sind dort zahlreiche Kinetische Skulpturen, Windobjekte und farbige Polyesterarbeiten zu sehen. Dort befinden sich auch die Ateliers der beiden Künstler.[3]
- Skulpturenpark Schloss Schwante bei Oberkrämer

### Bremen
- Skulpturengarten (Bremen) am Haus der Bürgerschaft
- Thieles Garten in Bremerhaven

### Hamburg
- SkulpturenLandschaft in Hamburg-Bergedorf

### Hessen
- Skulpturengarten des Städel in Frankfurt am Main
- Skulpturenpark in Massenheim (Bad Vilbel)[4]
- Skulpturengarten in Darmstadt. Er wurde 2003 vom Künstlerpaar Elisabeth und Joachim Kuhlmann gegründet und ist für Besucher zugänglich seit 2009. Das 4000 m² große parkähnliche Gelände, Auf der Ludwigshöhe 202, ist zugleich Arbeits- und Ausstellungsort für die bildende Kunst.[5][6]
- Skulpturen im Kurpark von Bad König, 14 Sandstein-Arbeiten von 6 Bildhauern stehen auf dem weitläufigen Gelände.[7]
- Skulpturenpark von Siegfried Fietz in Allendorf (Greifenstein), freier Eintritt, wechselnde Skulpturen auf 20.000 m².
- Skulpturenpark der Stadt Mörfelden-Walldorf (Kreis Groß-Gerau), eine Ausstellung von Skulpturen, die jedes Jahr im Sommer in der Parkanlage am Mörfelder Bürgerhaus stattfindet und von verschiedenen Veranstaltungen begleitet wird.[8]
- Skulpturenpark an der Kunststation Kleinsassen in der hessischen Rhön

### Mecklenburg-Vorpommern
- Skulpturenpark Katzow: 18 ha großes Wiesenareal mit mehr als 80 Skulpturen von Künstlern aus 23 Ländern in Katzow
- Skulpturengarten Passentin: 2800 m² großer Naturgarten mit ca. 30 Plastiken

### Niedersachsen
- Skulpturenpark der Gernot-Huber-Stiftung in Seevetal-Ramelsloh mit der einzigen rein kinetischen Kunstsammlung Europas[9][10]
- Skulpturengarten Funnix im Ortsteil Funnix, Stadt Wittmund mit Sammlung Wübbena: Leonard Wübbena, Andreas Freyer, Jörg Bochow, Klaus Duschat, Cornelia Weihe, Michael Hischer und David Lee Thompson (USA)[11]
- Der Skulpturengarten Damnatz wurde im Jahr 1995 vom Künstlerehepaar Monika Müller-Klug und Klaus Müller-Klug mit der Unterstützung der Stiftung für Bildhauerei gegründet. Auf dem über 10.000 Quadratmeter großen direkt an der Elbe gelegenen Gelände stehen über 30 Großskulpturen von 10 unterschiedlichen Künstlern. Neben den Arbeiten von Monika und Klaus Müller-Klug sind u. a. Arbeiten der Künstler Otto Almstadt, Gerson Fehrenbach, Hartmut Stielow, Hannes Meinhard, Georg Seibert, Janez Lenassi und Erich Reischke vertreten.
- Kunst-Landschaft Springhornhof in Neuenkirchen
- Skulpturenufer der Gemeinde Hude bei Oldenburg mit Werken des Künstlers Wolf E. Schultz.
- Skulpturenpark am Schloss Derneburg im Landkreis Hildesheim u. a. mit Werken des Künstlers Georg Baselitz.

### Nordrhein-Westfalen

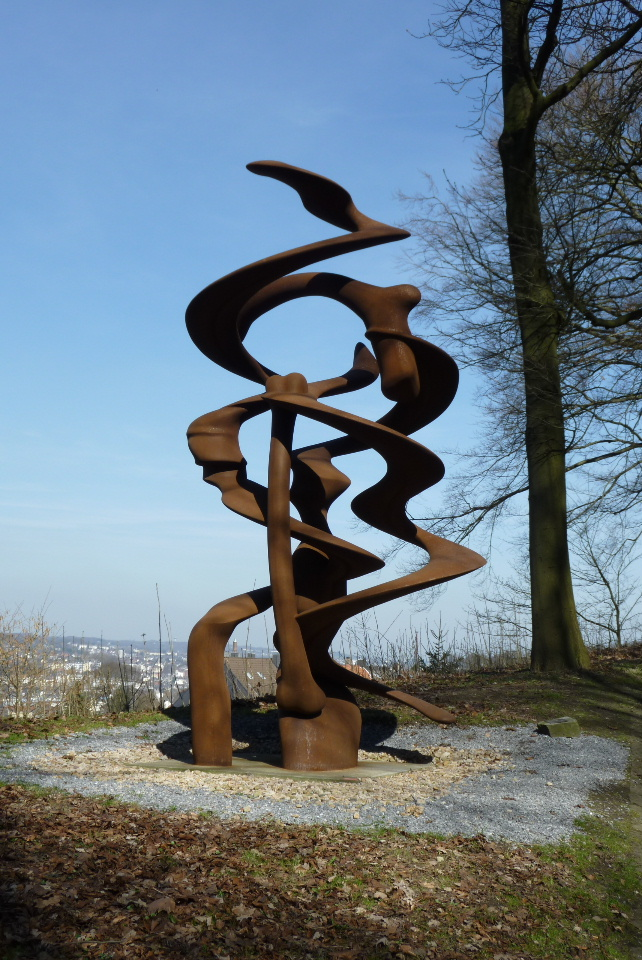
Skulptur To the Knee im Skulpturenpark Waldfrieden vor der Kulisse Wuppertals

- Der zum Museum Abteiberg gehörende Skulpturengarten Mönchengladbach wurde nach monatelanger Bauzeit am 11. Mai 2002 aus Anlass der dezentralen NRW-Landesgartenschau EUROGA 2002 plus eingeweiht. Die untere Mauer ist Teil der früheren Stadtbefestigungsanlagen. Das Gelände war in früheren Jahrhunderten Obstgarten der nahen Klosteranlage. Der obere Teil war nach Konzepten Hans Holleins 1974 als artifizielle Reisterrassen umgestaltet worden, der untere Part pseudobarock von Karl Birkigt. Skulpturen u. a. von Claes Oldenburg, Giuseppe Penone, Bernhard Luginbühl und Anatol Herzfeld reichern die Gartenkunst-Environments zusätzlich an.
- Museumsinsel Hombroich – „Kunst parallel zur Natur“ in Neuss-Holzheim
- im Park der Skulpturensammlung Viersen befinden sich unter anderem Objekte von Tony Cragg, Erwin Heerich, Roberto Matta, Karl Horst Hödicke und der New Star von Mark di Suvero
- Skulpturenpark des Lehmbruck-Museums (Duisburg) im dortigen Immanuel-Kant-Park
- Skulpturenpark Köln
- Schlosspark Stammheim in Köln-Stammheim
- Skulpturenpark Waldfrieden des Bildhauers Tony Cragg in Wuppertal
- KunstWege im Grugapark in Essen mit einer Sammlung von 40 Skulpturen
- Skulpturenpark Quadrat Bottrop
- Skulpturenpark Alter Friedhof Halle (Westfalen)
- Skulpturengarten Wilfried Hagebölling mit teilweise begehbaren Skulpturen, Paderborn-Sennelager
- Skulpturenpark der Kunsthalle Bielefeld nach den Plänen von Philip Johnson, mit Kunstwerken von Sol LeWitt, Henry Moore und Thomas Schütte[12]

### Rheinland-Pfalz
- Im Tal ist ein Skulpturengarten zwischen Hasselbach und Werkhausen im Westerwald
- Steinskulpturenpark bei Bad Münster am Stein-Ebernburg[13]

### Saarland
- Paul Schneider-Skulpturenpark in Merzig[14]
- Skulpturenpark an der Stieringer Straße in Saarbrücken[15]
- SaarGarten in Beckingen[16]
- Skulpturengarten der Modernen Galerie des Saarlandmuseums in Saarbrücken

### Sachsen
- Skulpturenpark Mutzschen in Mutzschen[17]

### Sachsen-Anhalt
- Plastik-Park Leuna
- Skulpturenpark Magdeburg

### Schleswig-Holstein
- Skulpturengarten der Kunsthalle zu Kiel in Kiel
- Bürgergärten in der historischen Altstadt der Hansestadt Lübeck (Weltkulturerbe)
- Skulpturenpark Nortorf im Stadtpark von Nortorf
- Der Skulpturenpark Schloss Gottorf in Schleswig umfasst eine Sammlung von etwa 60 figurativen und abstrakten Skulpturen.
- Steinpark Warder bei Nortorf. Skulpturen des Bildhauers Ben Siebenrock
- Skulpturenpark Rendsburg, zwischen Rathaus und Arsenal
- Hans Kock Stiftung in Kiel-Schilksee: Skulpturen des Bildhauers Hans Kock
- Skulpturenpark der NordArt, Kunstwerk Carlshütte Büdelsdorf bei Rendsburg, ca. 100 Skulpturen internationaler Künstler
- Skulpturenpark Ammersbek, beim Haus am Schüberg
- Skulpturenpark der Herbert Gerisch-Stiftung in Neumünster
- Skulpturengarten Elmshorn
- Neustädter Kunstkilometer in Neustadt in Holstein
- Campus der Christian-Albrechts-Universität zu Kiel
- CampusKunst-D der Fachhochschule Kiel
- Bibelgarten im St. Johanniskloster, Schleswig[18]
- Skulpturenpark am Herrenhaus Hoyerswort

### Thüringen
- Kunstufer in Remschütz (Saalfeld/Saale)[19]
- Skulpturengarten Zeitfiguren-Figurenzeiten auf dem Gelände des egaparks in Erfurt

## Skulpturenpark in Österreich
Oberösterreich
- Skulpturenpark Artpark in Linz
- forum metall Donaulände Linz

Salzburg
- Bildungshaus Salzburg St. Virgil

Steiermark

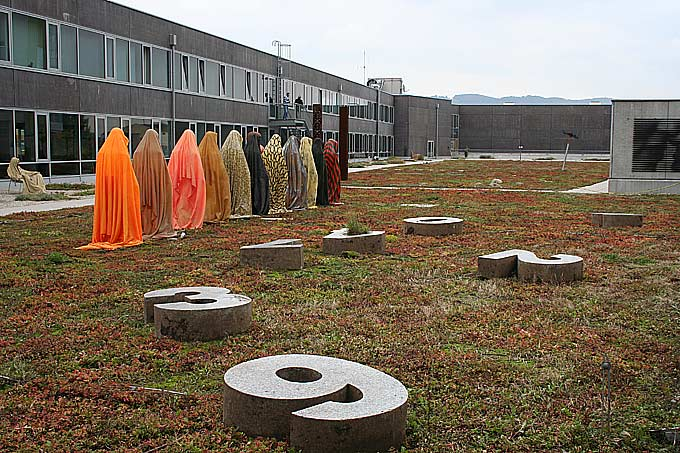
Zahlen von Jonathan Borofsky im Skulpturenpark Artpark, Linz, 2009

- Österreichischer Skulpturenpark in Unterpremstätten bei Graz
- Skulpturenpark Irdning in Irdning

## Skulpturenparkanlage in der Schweiz
- Sculpture at Schönthal, Kloster Schönthal in Langenbruck
- Bruno Weber Park in Spreitenbach, vom Künstler Bruno Weber angelegt[20]
- Hans-Arp-Museum in Locarno-Solduno
- Enea Baummuseum in Rapperswil-Jona, angelegt vom Landschaftsarchitekten Enzo Enea[21]

## Skulpturenparks in anderen Staaten

### Australien
- La Trobe University Sculpture Park
- McClelland Gallery and Sculpture Park
- Reconciliation Place
- Skulpturenpark der National Gallery of Art

### Belgien
- Middelheimmuseum

### Burkina Faso
- Sculptures de Laongo

### Dänemark
- Louisiana Museum of Modern Art, Skulpturengarten am Ufer des Öresund in Humlebæk
- TICKON (Tranekær Internationale Center for Kunst Og Natur) auf der Insel Langeland[22]

### Frankreich
- Fondation Maeght in der Nähe von Saint-Paul de Vence, etwa 25 km von Nizza entfernt
- Ile Art Malans, gegründet 2012, ist ein Skulpturenpark bei Malans (Haute-Saône)
- Skulpturenpark Engelbrecht, Château des Fougis, Thionne, Département Allier

### Großbritannien
- Kenwood House and Garden in Hampstead Heath
- Glenkiln-Skulpturenpark in Schottland
- Yorkshire Sculpture Park in West Yorkshire, England

### Israel
- Israel Museum Skulpturengarten in Jerusalem
- Tel Aviv Museum of Art Skulpturengarten in Tel-Aviv

### Italien
- Skulpturenpark Villa Celle bei Florenz
- Giardino dei Tarocchi, von Niki de Saint Phalle entworfener Kunstpark in der Toskana
- Il Giardino von Daniel Spoerri in Seggiano in der Toskana angelegt
- La Serpara nahe Orvieto
- Sacro Bosco bei Bomarzo

### Japan

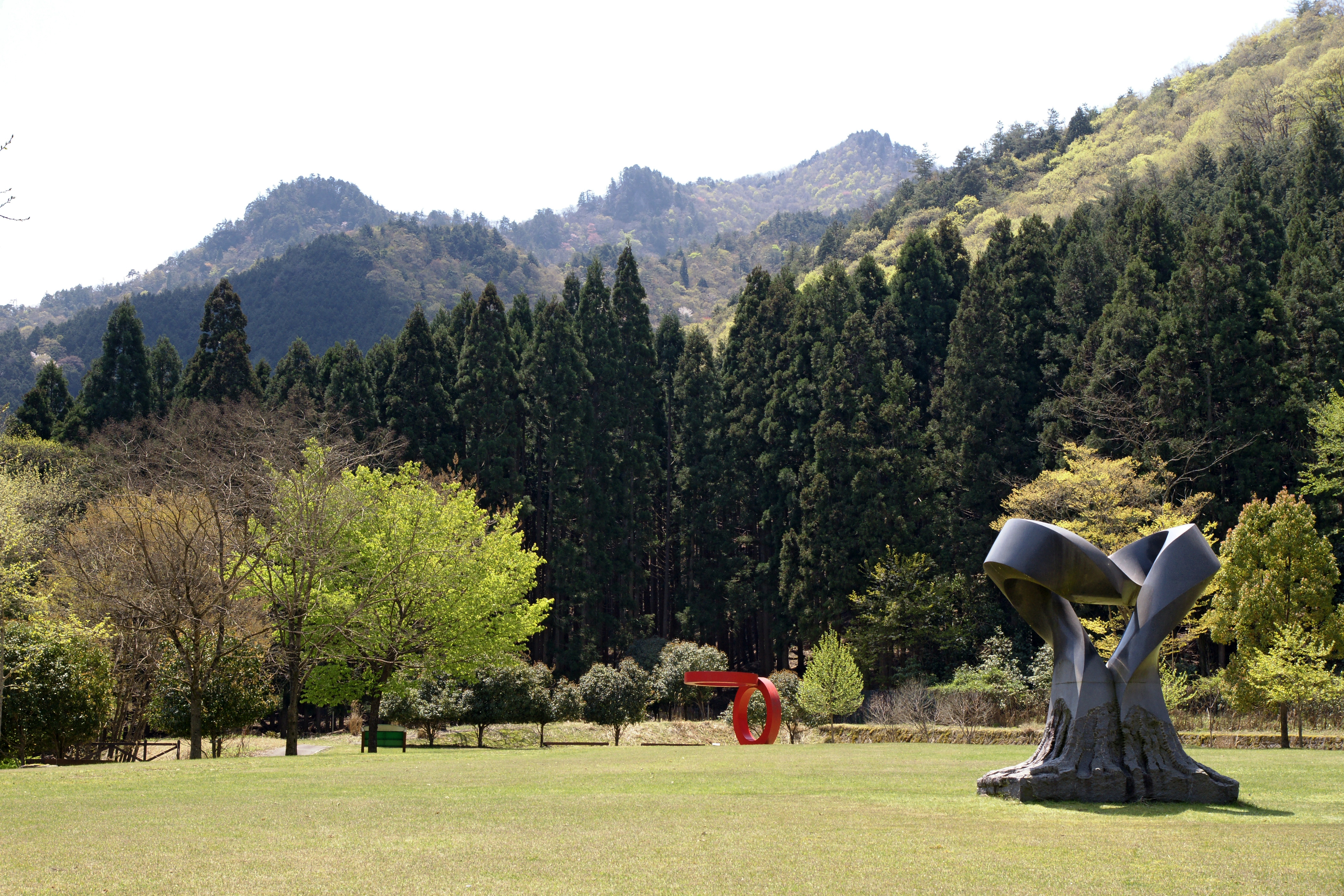
Asago Art Village in Asago, Hyogo

- Asago-Kunstwald und Museum in Asago, Hyogo
- Hakone-Open-Air-Museum in Hakone

### Kanada
- Al Green Sculpture Park in Toronto

### Kolumbien
- Parque de las Esculturas del Cerro Nutibara in Medellin

### Lettland
- Vienkoči-Park im Nationalpark Gauja

### Litauen
- Europos Parkas in der Nähe von Vilnius
- Grūtas-Park in der Nähe des Kurorts Druskininkai, im Süden Litauens. Viele Skulpturen darin zeugen von der Zeit der sowjetischen Besatzung Litauens.[23][24][25] Die Stalin-Statue im Grutas-Park

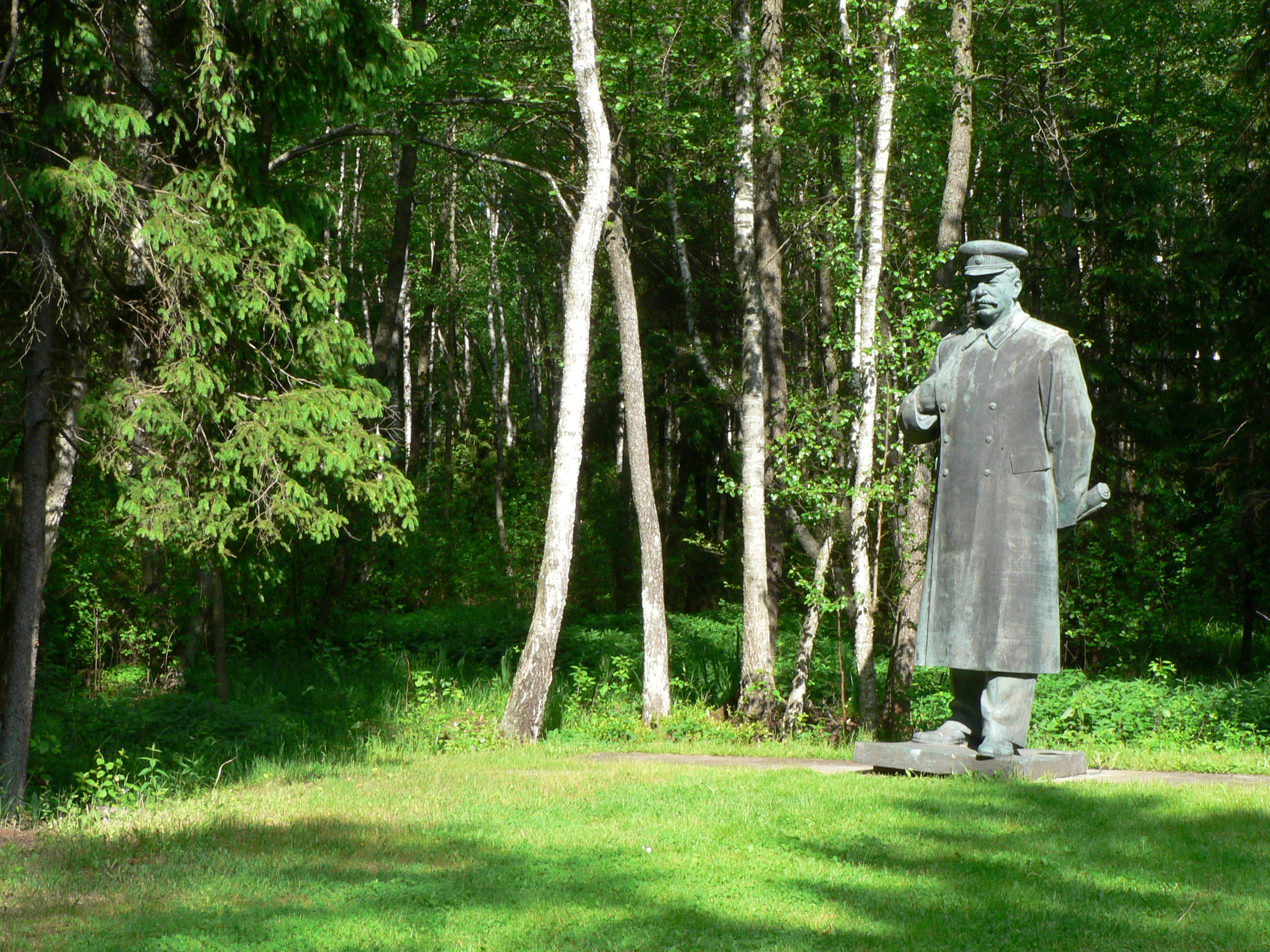
Die Stalin-Statue im Grutas-Park

### Niederlande
- Skulpturenpark am Kröller-Müller-Museum im Park de Hoge Veluwe
- Skulpturenpark Gemeindemuseum Den Haag
- Skulpturenweg Papendrecht

### Norwegen
- Skulpturenpark Kistefos, Norwegens größter Skulpturenpark in Jevnaker

### Russland
- Skulpturenpark Moskau

### Schweden
- Millesgården Skulpturengarten von Carl Milles in Lidingö
- Samischer Skulpturenpark Jokkmokk
- Skulpturenpark Slott Vanås befindet sich bei Östra Göinge
- Skulpturenpark des Moderna Museet
- Skulpturenpark Åkerby

### Simbabwe
- Chapungu Sculpture Park, Harare

### Spanien
- Illa das Esculturas de Pontevedra
- Park Güell, von Antoni Gaudí erschaffen, Barcelona
- Skulpturenpark Jardins de Cap Roig in der Provinz Girona
- Skulpturenpark des Museums Sa Bassa Blanca in Alcúdia, Mallorca, Balearen[26]

### USA
- Hirshhorn Museum and Sculpture Garden in Washington, D.C.
- National Gallery of Art in Washington, D.C.
- Emile Brunel Studio and Sculpture Garden in Boiceville, New York
- Iris & B. Gerald Cantor Center for Visual Arts, Kalifornien